# Stella Händler
Stella Händler (* 1962) ist eine Schweizer Filmproduzentin.

## Werdegang
Nach einem abgebrochenen Studium in Deutsch und Romanistik sammelt Stella Händler Erfahrungen als Regieassistentin und Ko-Regisseurin am Theater Basel, bevor sie mehrere Jahre als Kulturveranstalterin tätig ist. 2000 gründet sie die Produktionsfirma freihändler mit Sitz in Basel. Seither ist sie als Produzentin tätig für Filme im dokumentarischen und künstlerischen Spektrum sowie für kurze Animationsfilme. So arbeitete sie unter anderem wiederholt mit dem Filmemacher und Künstler Max Philipp Schmid zusammen, dessen Arbeit Membran sowohl als Kurzfilm an Festivals gezeigt, als auch in angepasster Version als Installationen in Kunsträumen präsentiert wurde.
Mehrere von ihr produzierte Filme wurden an Festivals im In- und Ausland gezeigt sowie mit Preisen ausgezeichnet, unter anderem auch dem Schweizer Filmpreis: 2017 Au revoir Balthazar von Rafael Sommerhalder (Bester Animationsfilm), 2019 All Inclusive von Corina Schwingruber-Ilic (Bester Kurzfilm), 2022 Love will come later von Julia Furer (Bester Abschlussfilm).
All Inclusive ist mit über 100 Festivalteilnahmen (Filmfestspiele Venedig, Toronto Film Festival, Uppsala Short Film Festival, IDFA) und wichtigen Preisen (Goldene Taube Dok Festival Leipzig, Bester Dokumentarfilm Tampere Film Festival) einer der erfolgreichsten Schweizer Kurzfilme.
Stella Händler war mehrere Jahre Vorsteherin der Fachjury Film des Aargauer Kuratoriums, sowie Mitglied der Jury der Kurzfilmtage Oberhausen, des Zürcher Filmpreises, des Upcoming Labs im Rahmen der Solothurner Filmtage, sowie des Gremiums HessenFilm.
Seit 2008 betreut sie die Abschlussfilme der Studienrichtung Video der Hochschule Luzern – Design & Kunst in produktionellen Fragen.
Stella Händler engagiert sich aktiv in der Filmpolitik und ist regelmässig zu Gast an Filmtalks. Sie war Gründungsmitglied von Pro Short, dem Verband Kurzfilm Schweiz.

## Filmografie (Auswahl)
(Quelle:)
- 2003: Die Kreuzfahrer
- 2005: Wanakam
- 2007: Lüber in der Luft
- 2007: Marchand d'art – Ernst Beyeler
- 2009: Familientreffen – Marthaler Theater im Grand Hotel
- 2011: Das Gespenst des Glücks
- 2011: Zartbitter
- 2012: Les Reines Prochaines
- 2013: Kanton Jugoslawien
- 2013: Der Cowboy und ich
- 2015: Paradies
- 2016: Au revoir Balthazar
- 2017: Apfel und Vulkan – auf der Suche nach dem was bleibt
- 2018: All Inclusive
- 2019: Membran
- 2020: The Peepul Tree
- 2021: Love will come later
- 2023: Been there